# Luiz Ejlli
Luiz Ejlli (Shkodër, RSP de Albania, 12 de julio de 1985) es un cantante albanés que representó a su país en el Festival de la Canción de Eurovisión 2006.

## Biografía
Ejlli nació en Shkodër y entre 1991 y 2002 asistió a la escuela secundaria "Prenk Jakova". En 1995, ganó el Premio a la Mejor Voz en el "Festival Nacional Infantil" en Shkodër. EN 1998 participó como solista en el "Coro de Reparto Dorado" en Shkodra. En 1999, fue un solista (tenor) en el coro polifónico de "Prenk Jakova" en Shkodër. Luiz saltó a la fama en Albania cuando participó y ganó la versión albanesa de "Idol" en Tirana. Después de ganar, participó en el 43.º Festival musical de televisión albanesa, Festivali i Këngës, que también sirve como preselección albanesa para el Festival de la Canción de Eurovisión. Terminó en segundo lugar con la canción "Hëna Dhe Yjet Dashurojnë" (La Luna y las Estrellas Están Amando). Luiz participó en la selección de Eurovisión una vez más en 2005 y ganó con la canción «Zjarr E Ftohtë» («Fuego y frío»), que representó a Albania en el Festival de la Canción de Eurovisión 2006, pero no logró pasar la semifinal.
Ejlli fue el primer concursante masculino en representar a Albania y el primero con una canción en su idioma natal. Ejlli trabaja en el área cultural de la embajada de Albania en París. El Partido Socialista de Albania acusó al ministro albanés Edmond Haxhinasto y a Ejlli por nepotismo.